# Křížový průsmyk
Křížový průsmyk (gruzínsky ჯვრის უღელტეხილი, Džvris ugeltechili, rusky Крестовый перевал, Krestovyj pereval]) je průsmyk v Gruzii překračující hlavní hřeben Kavkazu v nadmořské výšce 2 395 m. Prochází jím Gruzínská vojenská cesta. Průsmyk spojuje povodí a údolí horního toku řeky Těrek s údolím řeky Bílá Aragvi, levého přítoku Kury, a ostatním územím Gruzie.
Jako Křížový průsmyk byl pojmenován v roce 1824 v souvislosti s postavením kamenného kříže označujícího sedlový bod průsmyku.